# سيدني غوفو
سيدني غوفو (بالفرنسية: Sidney Govou)‏ (27 يوليو 1979 في لو باي إن فالي) لاعب كرة قدم فرنسي ذو أصول بينين يلعب حاليا في نادي الدرجة الأولى ليون الفرنسي ومنتخب فرنسا في مركز المهاجم . المركز الأصلي لغوفو هو الهجوم ولكنه نادرا ما يلعب في هذا المركز حيث يفضل المدربون اشراكه في مركز الجناح الأيمن أو الأيسر كما أن صفته الرئيسية هي السرعة والتكتيك .

## المسيرة الرياضية مع الأندية
في سنة 1996 انضم إلى أكاديمية نادي ليون للناشئين في سن متأخرة حيث كان يبلغ من العمر حينها 17 سنة . بقي غوفو وفيا لناديه حيث لم يقرر يوما الرحيل عنه ولو بعقد إعارة .
شارك للمرة الأولى في بطولة دوري الدرجة الأولى في 15 يناير 2000 . أصبح مشهورا اعتبارا من موسم 2000/2001 عندما سجل هدفين في مرمى فريق بايرن ميونخ الألماني ضمن بطولة دوري أبطال أوروبا .
يتم انتقاد غوفو عادة بسبب عدم ضغطه على اللاعب المدافع الحامل للكرة خصوصا في المباريات الكبيرة . مركزه الهجومي لا يمنعه من من القيام بواجبه الدفاعي واستخلاص الكرة من بين أرجل لاعبي الفريق الخصم ويعود هذا الأمر إلى لياقته البدنية المرتفعة . كما أنه يجيد تسديد الكرة بالرأس .
خلال موسم 2004/2005 قرر مدرب فريق ليون آنذلك بول لوجوين تسليم شارة القيادة إليه بعدما تعرض القائد كلاوديو كاسابا إلى إصابة أبعدته لفترة طويلة عن الملاعب . قرار لوجوين رفع من ولاء غوفو لنادي ليون عدما أبدت عدة أندية أوروبية كبيرة رغبتها في التعاقد معه . ونتيجة لذلك فقد جدد غوفو العقد الذي يربطه بنادي ليون حتى صيف 2010 .
مؤخرا عبر غوفو عن رغبته في الرحيل عن نادي ليون وتغيير الأجواء مما دعا نادي فولهام وبورتسموث الإنجليزيان إلى التنافس من أجل ضمه للموسم 2009/2010 .

## المسيرة الرياضية مع المنتخبات
شارك غوفو مع منتخب فرنسا في 35 مباراة دولية وسجل 9 أهداف . في البداية لم يتم اختياره للمشاركة في بطولة كأس العالم 2006 ولكن بسبب إصابة جبريل سيسي فقد تم استدعائه للحلول مكانه . سجل غوفو هدفين لصالح منتخب فرنسا في مرمى بطل العالم منتخب إيطاليا في المباراة النتي بنتهت بنتيجة 3/1 ضمن تصفيات بطولة كأس الأمم الأوروبية 2008 . لقد كانت تلك المباراة الأولى التي تجمع بين المنتخبين منذ لقائهما في المباراة النهائية لبطولة كأس العالم 2006 . الهدف الأول سجله غوفو بواسطة الرأس في الدقيقة الأولى بينما سجل هدفه الثاني في الدقيقة 55 .

## الحياة الشخصية
لدى غوفو وصديقته السابقة باسكال طفلة اسمها نعومي (11 فبراير 2005) .

## روابط خارجية
- سيدني غوفو على موقع الاتحاد الدولي (مؤرشف)  (الإنجليزية)
- سيدني غوفو على موقع الاتحاد الأوربي (الإنجليزية)
- سيدني غوفو على موقع رابطة كرة القدم الفرنسية للمحترفين (الإنجليزية)
- سيدني غوفو على موقع إي إس بي إن إف سي (الإنجليزية)
- سيدني غوفو على موقع قاعدة بيانات كرة القدم.إي يو (الإنجليزية)
- سيدني غوفو على موقع ليكيب (الفرنسية)
- سيدني غوفو على موقع ناشيونال فوتبول تيمز (الإنجليزية)
- سيدني غوفو على موقع Soccerbase.com (لاعب) (الإنجليزية)
- سيدني غوفو على موقع Soccerway.com (الإنجليزية)
- سيدني غوفو على موقع عالم كرة القدم.نت (الإنجليزية)